# Mučka Bistrica
Múčka Bístrica (tudi Mutska Bistrica, nemško Feistritz) je reka, levi pritok Drave iz zahodnoštajerskega hribovja v sosednji Avstriji in iz srednjega dela Kozjaka. Izvira na južnem pobočju vrha Kleinalpl (1759 m) v južnem delu Golice (nem. Koralpe) in teče sprva po plitvi, nato globlji dolini proti jugovzhodu do zajezitvenega jezera Sobote. Pod pregrado teče po neposeljeni, večinoma gozdnati dolini naprej proti jugovzhodu do avstrijsko-slovenske državne meje, nato slab kilometer po državni meji in naprej po globoki, vendar nekoliko širši dolini proti jugu (domačini jo imenujejo Bistriški jarek). Ko izstopi iz hribovja na Mučko polje, zavije proti vzhodu po severnem robu ravnine, teče skozi Muto in se malo pod njo izliva v Dravo.
Reka je svojo dolino izdelala v različnih metamorfnih kamninah (predvsem blestniku, skrilavcih in filitih), v katerih prevladujejo strma, gozdnata pobočja, razrezana z ozkimi in strmimi grapami.
V zgornjem toku je dolina Bistrice razmeroma ozka in z mokrotnim dnom, večinoma poraščena z gozdom. Pod pregrado zajezitvenega jezera Sobote teče reka naprej po ozki in globlje zarezani dolini, v katero se stekajo ozke grape ob stranskih pritokih (mdr. Höllgraben z desne strani ter Gaschitzbach in Krumbach z leve). Kmalu po vstopu v Slovenijo postane dolina nekoliko prijaznejša, plitveje zarezana v okoliško hribovje in z nekoliko širšim dolinskim dnom. V širših delih, predvsem na vršajih ob potokih iz stranskih grap, so postavljene posamične kmetije, ki sodijo v naselja Pernice, Sveti Primož nad Muto in Gortina. Tudi v tem delu dobiva reka številne pritoke, mdr. z desne strani Podpečnikov graben (po njem poteka slovensko–avstrijska državna meja) in Koparčev graben ter z leve strani Vud (tudi Prevalov graben).
Struga Bistrice je v veliki večini v naravnem stanju, v glavnem so v njej prodni nanosi, v srednjem toku tudi večje skale, mestoma teče po živoskalni podlagi. Manjši tehnični posegi so bili izvedeni v srednjem toku, v celoti je regulirana v spodnjem toku skozi Muto. V zgornjem toku teče reka deloma skozi gozd, v srednjem in spodnjem toku so brežine obraščene z obvodnim grmovjem in drevjem. Naplavna ravnica je nesklenjena, na njej so večinoma travniki.
Enako kot ostali vodotoki s Kozjaka je tudi Bistrica izrazit hudournik, čeprav so vodne razmere v reki močno spremenjene po izgradnji zajezitvenega jezera Sobote (1991). Velik del vode iz povirnega dela odvajajo iz zajezitvenega jezera po 8 km dolgem cevovodu proti hidroelektrarni Golica (nem. Kraftwerk Koralpe) na levem bregu Drave tik pod Labotom (nem. Lavamünd). V skladu z mednarodno pogodbo o gradnji hidroelektrarne mora biti na vstopu v Slovenijo zagotovljen samo biološki minimum (ekološko sprejemljiv pretok?), ki je s pogodbo med Slovenijo in Avstrijo določen na 1,0 m3/s od marca do januarja in 0,85 m3/s februarja in marca.
Bistveno zmanjšanje vodnih količin in spremenjen pretočni režim sta v letih po izgradnji pregrade povzročila precejšnje spremembe v izoblikovanosti rečne struge ter ekoloških značilnostih reke dolvodno od pregrade vse do izliva v Dravo. Izgradnja pregrade in nastanek velikega zajezitvenega jezera za njo sta v celotno dolino vnesla tudi majhno, a ne nezanemarljivo nevarnost porušenja pregrade in nastanka velikega poplavnega vala, ki bi opustošil celotno dolino. Po zagotovilih strokovnjakov je pregrada zgrajena po najvišjih standardih in varna, vendar so prebivalci takratne občine Radlje ob Dravi na referendumu 17.6.1990 zavrnili gradnjo HE Golica in zahtevali prekinitev njene gradnje, kar pa državni organi niso upoštevali. V celotni dolini je sicer nameščen alarmni sistem, s katerim bi v primeru porušitve pregrade pozvali ogrožene prebivalce k takojšnjemu umiku na varno. Kot opozorilo pred to nevarnostjo so v dolini leta 1997 zgradili t. i. ekološko kapelico, posvečeno sv. Frančišku Asiškemu.
Reka je bila v preteklosti zelo pomemben vir vodne energije, zlasti skozi stoletja za kovačnice na Spodnji Muti, poganjala je tudi številne manjše žage in kmečke mline. Ob srednjem toku deluje ribogojnica Peruš, v kateri gojijo šarenke (Oncorhynchus mykiss), druga, zdaj opuščena ribogojnica je delovala na levem bregu potoka nad Muto. Bistrica je pomemben gojitveni potok za salmonidne vrste rib, priljubljena je tudi med športnimi ribiči, ki lahko v njej lovijo lipane (Thymallus thymallus), potočne postrvi (Salmo trutta) in šarenke (Oncorhynchus mykiss). Z ribjim življem v reki upravlja Ribiška družina Radlje ob Dravi.